# Déviation obligatoire
Déviation obligatoire est une pièce de théâtre écrite, mise en scène et interprétée par Philippe Chevallier et Régis Laspalès en 2004.

## Histoire
Phil (Philippe Chevallier) rend visite à son ami Marc (Régis Laspalès) qui vient d’emménager dans un loft de 40 mètres carrés au sein d’un immeuble cossu. Après quelques commentaires sur le nouvel appartement, Phil apprend à son ami qu’il a enfin décidé de se trouver une femme. Il lui montre une petite annonce alléchante à laquelle il a répondu et explique qu’il a donné rendez-vous à la belle ce soir même chez Marc.
Les deux célibataires décortiquent alors l’annonce et tentent d’imaginer l’aspect que va avoir la femme qu’ils attendent. Alors que leur imagination les emmène de plus en plus loin, la sonnette retentit ! Marc se précipite dans la cuisine pour préparer le champagne tandis que Phil se rend vers la porte pour accueillir la femme de sa vie…

## Autour de la pièce
La pièce a été entièrement rédigée par le duo avec de nombreuses références à leurs sketches :
- Le personnage de Phil répète souvent les mêmes phrases pour rendre les répliques les plus anodines hilarantes, cela est très utilisé par Philippe Chevallier dans ses sketches
- Marc (Laspalès) dit avoir des relations privilégiés avec le Ministère des Pingouins, référence au sketch "La Diététique" dans lequel il évoque une expérience du commandant Cousteau avec un "pingouinot" (mot inventé désignant un bébé pingouin)
- Phil déclare à un moment "Ah ben oui j'suis bien à mon aise", réplique culte du personnage de Robert dans Le jeu de la vie célèbre sketch du duo
- Lors de la parodie de C'est Mon Choix le personnage de Francis a un accent provençal comme dans le sketch Le Pomaçon
- Marc a une bibliothèque remplie de Télé 7 Jours, dans La Redoute Laspalès déclare avoir une bibliothèque remplie de livres de Oui-Oui
- Melun et La Tranche-sur-Mer sont cités dans la pièce, en références aux sketches Le retour des vacances et Les femmes
- Les annonces des journaux seraient contrôlées par un bureau spécial, comme les pubs dans La Publicité

## Répliques
- Phil : J'suis Phil mais appelez moi Philippe, ça fait plus court !
- Marc : Moi c'est Marc mais mon diminutif c'est Marcassin !

- Phil : [...] Il y a le nom du titulaire sur le livret !
- Marc : NON, NON ! y'a MON nom, y'a pas marqué "Titulaire"
- Phil : Y'a mon nom parce que c'est le mien, y'a le tien parce que c'est le tien, parce que y'a le nom du titulaire du livret
- Marc : AH NON, y'a MON nom ! j'le connais pas moi Titulaire

- Jennifer : Les diplômes ça fait pas tout, y'a beaucoup de gens qui réussissent et qui sont autodidactes !
- Marc : ... PUISQU'ON TE DIT QU'ON N'A PAS D'AUTO !!!!

- Marc : un beau jour... ou peut-être une nuit
près d'un lac je m'étais endormi
quand soudain semblant crever le ciel
et venant de nulle part surgit
...un pigeon noir !!!

## Comédiens
- Philippe Chevallier : Phil dit Philippe
- Régis Laspalès : Marc dit Marcassin
- Marie Borowski : la concierge, Mme Pichard
- Ingrid Mareski : Jennifer, la jeune femme de l’annonce
- Thierry Heckendorn : le photographe, Bob Latrique